# Дейвисс (округ, Индиана)
Де́йвисс (англ. Daviess County) — округ в штате Индиана, США. Официально образован в 1818 году. По состоянию на 2010 год, численность населения составляла 31 648 человек.

## География
По данным Бюро переписи США, общая площадь округа равняется 1131,494 км2, из которых 1112,380 км2 суша и 19,140 км2 или 1,690 % это водоёмы.

## Климат
В Вашингтоне влажный субтропический климат (согласно согласно классификации Кёппена обозначаемый на климатических картах аббревиатурой «Cfa») с четырьмя четко выраженными сезонами. Зимы прохладные или холодные с умеренным снегопадом, а лето тёплое и влажное.

## Население
По данным переписи населения 2000 года в округе проживало 29 820 жителей в составе 10 894 домашних хозяйств и 7 821 семей. Плотность населения составляет 27,00 человек на км2. На территории округа насчитывается 11 898 жилых строений, при плотности застройки около 11-ти строений на км2. Расовый состав населения: белые — 97,52 %, афроамериканцы — 0,45 %, коренные американцы (индейцы) — 0,23 %, азиаты — 0,25 %, гавайцы — 0,02 %, представители других рас — 0,99 %, представители двух или более рас — 0,55 %. Испаноязычные составляли 2,08 % населения независимо от расы.
В составе 35,50 % из общего числа домашних хозяйств проживают дети в возрасте до 18 лет, 59,80 % домашних хозяйств представляют собой супружеские пары проживающие вместе, 8,70 % домашних хозяйств представляют собой одиноких женщин, 28,20 % домашних хозяйств не имеют отношения к семьям, 25,00 % домашних хозяйств состоят из одного человека, 12,30 % домашних хозяйств состоят из престарелых (65 лет и старше), проживающих в одиночестве. Средний размер домашнего хозяйства составляет 2,69 человека, и средний размер семьи 3,24 человека.
Возрастной состав округа: 29,00 % моложе 18 лет, 8,60 % от 18 до 24, 26,20 % от 25 до 44, 21,70 % от 45 до 64 и 21,70 % от 65 и старше. Средний возраст жителя округа 36 лет. На каждые 100 женщин приходится 97,30 мужчин. На каждые 100 женщин старше 18 лет приходится 93,60 мужчин.
Средний доход на домохозяйство в округе составлял 34 064 USD, на семью — 41 818 USD. Среднестатистический заработок мужчины был 30 706 USD против 20 102 USD для женщины. Доход на душу населения составлял 16 015 USD. Около 9,60 % семей и 13,80 % общего населения находились ниже черты бедности, в том числе — 19,70 % молодежи (тех, кому ещё не исполнилось 18 лет) и 12,00 % тех, кому было уже больше 65 лет.